# Mukim
Tại Malaysia và Brunei, một mukim là một đơn vị hành chính thuộc một daerah (đơn vị hành chính cấp huyện, như quận hay khu). Đơn vị hành chính tương đương trong tiếng Việt để chỉ mukim có lẽ là xã hay phường.
Tại Singapore, một mukim là một (cùng với town subdivisions, một kiểu thị trấn) trong hai loại khu lập bản đồ (survey district).

## Brunei

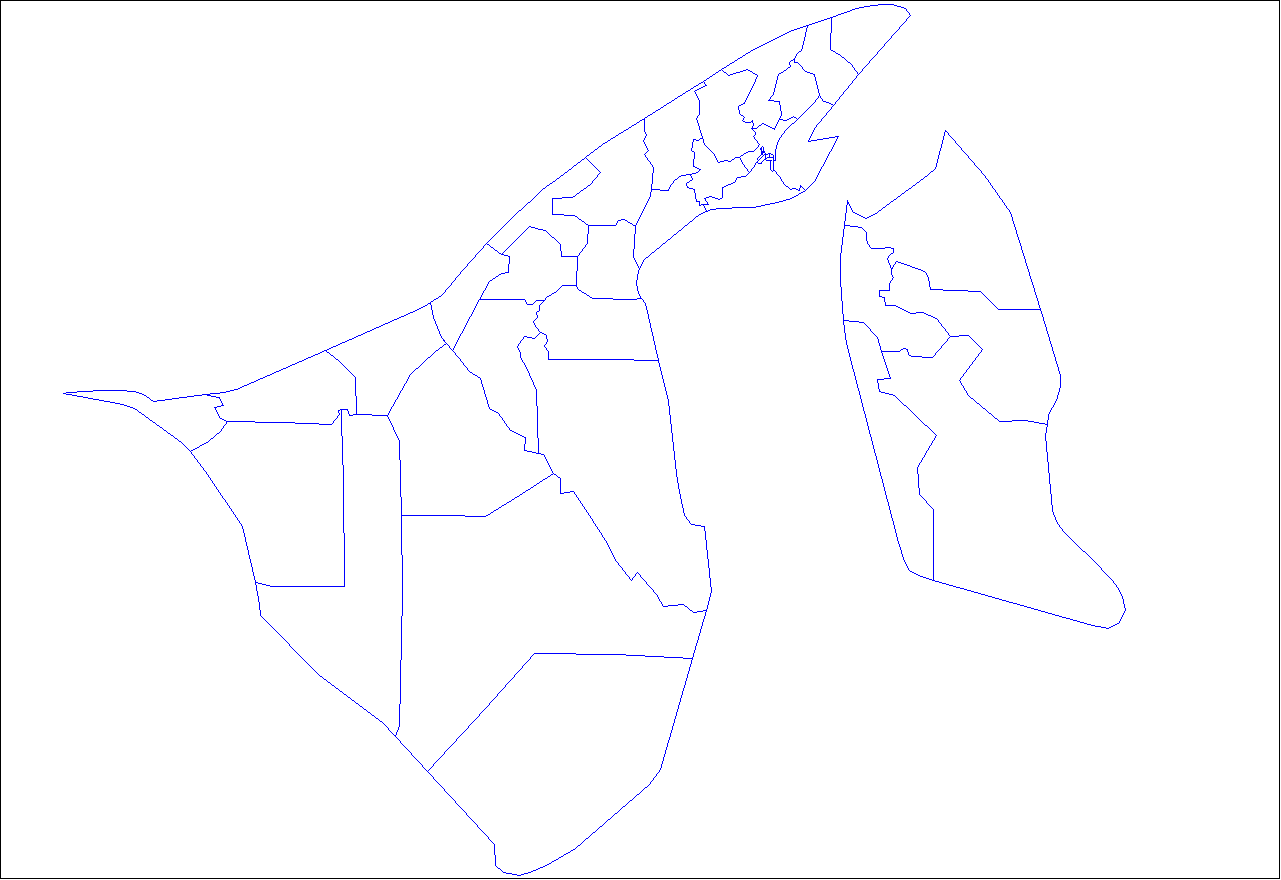
Các mukim của Brunei

Brunei có tổng cộng 38 mukim. Mỗi mukim là một khu vực hành chính hợp thành từ vài kampung (tiếng Mã Lai để chỉ "làng"). Mỗi mukim do penghulu, một chức vụ được bầu cử, đứng đầu. Số lượng các mukim trong mỗi daerah ở Brunei là như sau:
| Daerah       | Số lượng mukim |
| Belait       | 8              |
| Brunei-Muara | 17             |
| Temburong    | 5              |
| Tutong       | 8              |

Mukim nhỏ nhất theo diện tích là mukim Saba ở khu Brunei-Muara. Mukim lớn nhất theo diện tích là mukim Sukang ở khu Belait. Sự thay đổi gần đây nhất về ranh giới các mukim là vào cuối thập niên 1990 khi mukim Kumbang Pasang được hợp nhất vào mukim Kianggeh và mukim Berakas được chia ra thành mukim Berakas A và mukim Berakas B. Số lượng các mukim vẫn không thay đổi.

## Singapore
34 mukim của Singapore ban đầu là các khu vực nông thôn của Singapore. Tuy nhiên, do sự phát triển nhanh chóng của đảo quốc này nên nhiều mukim (chẳng hạn như Tanglin) hiện nay nằm trong các khu vực có thể coi là ngoại ô hay đô thị.